# Apostolisch vicariaat El Beni o Beni
Het Apostolische vicariaat El Beni o Beni (Latijn: Apostolicus Vicariatus Benensis; Spaans: Vicariato Apostólico de El Beni o Beni) is een apostolisch vicariaat in Bolivia. De zetel van de apostolisch vicaris is gevestigd in de Oost-Boliviaans stad Trinidad in het departement Beni. 
Het huidige apostolisch vicariaat beslaat het missiegebied, zoals dat in 1675 aan de jezuïeten werd toegewezen. Vanwege de Spaanse politiek jegens de jezuïeten werden deze in 1767 uitgewezen. Het gebied kwam formeel onder de aartsbisschop van Santa Cruz de la Sierra.  
Het werd op 1 december 1917 losgemaakt uit het aartsbisdom Santa Cruz de la Sierra en als missiegebied aan de Franciscanen toevertrouwd. In 1942 verloor het vicariaat gebied aan de nieuw gestichte apostolische vicariaten Pando en Reyes. In 1950 telde het gebied 44.500 katholieken (circa 94,2% van de bevolking), verdeeld in 8 parochies met 8 priesters. In 2020 telde het gebied 191.598 katholieken (ongeveer 80,0% van de bevolking), verdeeld in 30 parochies met 25 priesters. 

## Apostolisch vicarissen
1. Ramón Calvó y Martí OFM (1919–1926)
2. Pedro Francisco Luna Pachón OFM (1926–1953)
3. Carlos Anasagasti Zulueta OFM (1953–1986)
4. Julio María Elías Montoya OFM (1986-2020)
  - hulpbisschop Manuel Eguiguren Galarraga OFM (1981-2007)
  - hulpbisschop Francisco Focardi Mazzocchi OFM (2007-2009)
5. Aurelio Pesoa Ribera OFM (sinds 2020)